# Cá heo
Cá heo là động vật có vú sống ở đại dương và sông nước có quan hệ mật thiết với cá voi. Có gần 40 loài cá heo thuộc 17 chi sinh sống ở các đại dương, số ít còn lại sinh sống tại một số con sông trên thế giới (sông Dương Tử, sông Amazon, sông Ấn, sông Hằng,...). Kích thước của cá heo có thể từ 1,2 m (4 ft) và 40 kg (90 lb) (Cá heo Maui), cho tới 9,5 m (30 ft) và 10 tấn (9,8 tấn Anh; 11 tấn Mỹ) (Cá heo đen lớn hay Cá voi sát thủ). Cá heo có trên toàn thế giới và thường cư ngụ ở các biển nông của thềm lục địa. Cá heo là loài ăn thịt, chủ yếu là ăn cá và mực. Họ cá voi đại dương Delphinidae là họ lớn nhất trong bộ cá heo và cũng là họ xuất hiện muộn nhất: khoảng 10 triệu năm trước đây, trong thế Trung Tân. Cá heo là một trong số những động vật thông minh và được biết đến nhiều trong văn hóa loài người nhờ hình thức thân thiện và thái độ tinh nghịch và hồ hởi với con người.

## Phân loại và phân bố
- Tiểu bộ Odontoceti, cá voi có răng
  - Họ Platanistidae
    - Cá heo sông Hằng và sông Ấn, Platanista gangetica với 2 phân loài
      - Cá heo sông Hằng, Platanista gangetica gangetica
      - Cá heo sông Ấn, Platanista gangetica minor

  - Họ Iniidae
    - Cá heo sông Amazon, Inia geoffrensis
      - Cá heo sông Orinoco (phân họ Orinoco), Inia geoffrensis humboldtiana

    - Cá heo sông Araguaia (Araguaian boto), Inia araguaiaensis
    - Cá heo sông Bolivia, Inia boliviensis

  - Họ Lipotidae
    - Cá heo sông Dương Tử (hay cá heo sông Trung Quốc), Lipotes vexillifer (có thể đã tuyệt chủng, từ tháng 12 năm 2006)

  - Họ Pontoporiidae
    - Cá heo La Plata, Pontoporia blainvillei

  - Họ Delphinidae, cá heo đại dương
    - Chi Delphinus
      - Cá heo mõm dài, Delphinus capensis
      - Cá heo mõm ngắn, Delphinus delphis

    - Chi Tursiops
      - Cá heo mũi chai, Tursiops truncatus
      - Cá heo mũi chai Ấn Độ Dương, Tursiops aduncus
      - Cá heo Burruna, Tursiops australis, một loài mới được phát hiện từ biển xung quanh Melbourne vào tháng 9 năm 2011.[1]

    - Chi Lissodelphis
      - Cá heo đầu bò phương bắc, Lissodelphis borealis
      - Cá heo đầu bò phương nam, Lissodelphis peronii

    - Chi Sotalia
      - Cá heo Tucuxi, Sotalia fluviatilis
      - Costero, Sotalia guianensis

    - Chi Sousa
      - Cá heo lưng bướu Thái Bình Dương, Sousa chinensis
        - cá heo trắng Trung Quốc, Sousa chinensis chinensis

      - Cá heo lưng bướu Đại Tây Dương, Sousa teuszii

    - Chi Stenella
      - Cá heo đốm Đại Tây Dương, Stenella frontalis
      - Cá heo Clymene, Stenella clymene
      - Cá heo đốm nhiệt đới, Stenella attenuata
      - Cá heo Spinner, Stenella longirostris
      - Cá heo sọc, Stenella coeruleoalba

    - Chi Steno
      - Cá heo răng nhám, Steno bredanensis

    - Chi Cephalorhynchus
      - Cá heo Chile, Cephalorhynchus eutropia
      - Cá heo Commerson, Cephalorhynchus commersonii
      - Cá heo Heaviside, Cephalorhynchus heavisidii
      - Cá heo Hector, Cephalorhynchus hectori

    - Chi Grampus
      - Cá voi Risso, Grampus griseus

    - Chi Lagenodelphis
      - Cá heo Fraser, Lagenodelphis hosei

    - Chi Lagenorhynchus
      - Cá heo hông trắng Đại Tây Dương, Lagenorhynchus acutus
      - Cá heo sẫm màu, Lagenorhynchus obscurus
      - Cá heo vằn chữ thập, Lagenorhynchus cruciger
      - Cá heo hông trắng Thái Bình Dương, Lagenorhynchus obliquidens
      - Cá heo Peale, Lagenorhynchus australis
      - Cá heo mõm trắng, Lagenorhynchus albirostris

    - Chi Orcaella
      - Cá heo mũi hếch Australia, Orcaella heinsohni
      - Cá heo Irrawaddy, Orcaella brevirostris

    - Chi Peponocephala
      - Cá voi đầu dưa, Peponocephala electra

    - Chi Orcinus
      - Cá voi sát thủ (orca), Orcinus orca

    - Chi Feresa
      - Cá heo voi lùn, Feresa attenuata

    - Chi Pseudorca
      - Cá ông chuông, Pseudorca crassidens

    - Chi Globicephala
      - Cá voi đầu tròn vây dài, Globicephala melas
      - Cá voi đầu tròn vây ngắn, Globicephala macrorhynchus

    - Chi †"Australodelphis
      - †Australodelphis mirus
- Sáu loài trong họ Delphinidae thường được gọi là "cá voi", nhưng về mặt di truyền là cá heo.
  - Cá voi đầu dưa, Peponocephala electra
  - Cá hổ kình, Orcinus orca
  - Cá heo voi lùn, Feresa attenuata
  - Cá ông chuông, Pseudorca crassidens
  - Cá voi đầu tròn vây dài, Globicephala melas
  - Cá voi đầu tròn vây ngắn, Globicephala macrorhynchus

### Cá heo đại dương
| Tên                               | Phân vùng lại                           | Hình |
| --------------------------------- | --------------------------------------- | ---- |
| Cá heo La Plata                   | Nam Mỹ (đông)                           |      |
| Cá heo mõm dài                    | toàn cầu                                |      |
| Cá heo mõm ngắn                   | toàn cầu                                |      |
| Cá heo mũi chai                   | toàn cầu                                |      |
| Cá heo mũi chai Ấn Độ Dương       | Ấn Độ Dương-Thái Bình Dương             |      |
| Cá heo Burrunan                   | Australia (đông nam)                    |      |
| Cá heo đầu bò phương bắc          | Thái Bình Dương (bắc)                   |      |
| Cá heo đầu bò phương nam          | Đại dương Nam                           |      |
| Cá heo Guiana                     | Nam Mỹ (bắc & đông)                     |      |
| Cá heo lưng bướu Thái Bình Dương  | Ấn Độ Dương-Thái Bình Dương             |      |
| Cá heo lưng bướu Đại Tây Dương    | Châu Phi (tây)                          |      |
| Cá heo lưng bướu Australia        | Australia (bắc) & New Guinea            |      |
| Cá heo đốm Đại Tây Dương          | Đại Tây Dương                           |      |
| Cá heo Clymene                    | Đại Tây Dương                           |      |
| Cá heo đốm nhiệt đới              | vùng nhiệt đới                          |      |
| Cá heo Spinner                    | vùng nhiệt đới                          |      |
| Cá heo sọc                        | toàn cầu                                |      |
| Cá heo răng nhám                  | toàn cầu                                |      |
| Cá heo Chile                      | Nam Mỹ (tây nam)                        |      |
| Cá heo Commerson                  | Nam Mỹ (đông nam)                       |      |
| Cá heo Haviside                   | Châu Phi (tây nam)                      |      |
| Cá heo Hector                     | New-Zealand (Đảo Nam)                   |      |
| Cá heo Risso                      | toàn cầu                                |      |
| Cá heo Fraser                     | vùng nhiệt đới                          |      |
| Cá heo hông trắng Đại Tây Dương   | Đại Tây Dương (bắc), Biên Baltic & Bắc  |      |
| Cá heo sẫm màu                    | Nam Bán cầu                             |      |
| Cá heo vằn chữ thập               | Đại Dương Nam                           |      |
| Cá heo hông trắng Thái Bình Dương | Thái Bình Dương (bắc)                   |      |
| Cá heo Peale                      | Nam Mỹ (nam)                            |      |
| Cá heo mõm trắng                  | Đại Tây Dương (bắc), Biển Baltic và Bắc |      |
| Cá heo mũi hếch Australia         | Australia (bắc)                         |      |
| Cá heo Irrawaddy                  | Ấn Độ Dương-Thái Bình Dương             |      |
| Cá voi đầu dưa                    | xứ nhiệt đới                            |      |
| Cá voi sát thủ                    | toàn cầu                                |      |
| Cá heo voi lùn                    | xứ nhiệt đới                            |      |
| Cá ông chuông                     | toàn cầu                                |      |
| Cá voi đầu tròn vây ngắn          | toàn cầu                                |      |
| Cá voi đầu tròn vây dài           | Đại Tây Dương (bắc) & Đại Dương Namn    |      |

### Cá heo sông
| Tên                  | Phân loại lại    | Hình |
| -------------------- | ---------------- | ---- |
| Cá heo sông Dương Tử | Sông Dương Tử    |      |
| Cá heo sông Nam Á    | Châu Á (nam)     |      |
| Cá heo sông Amazon   | Lưu vực Amazon   |      |
| Cá heo sông Araguaia | Amazon (đông)    |      |
| Cá heo sông Bolivia  | Amazon (Bolivia) |      |
| Cá heo Tucuxi        | Lưu vực Amazon   |      |

## Cá heo lai
Năm 1933, ba con cá heo lạ xuất hiện ở bờ biển Ireland. Chúng được xem là các cá thể lai giữa cá heo Risso và cá heo mũi chai (Bottlenose) Việc lai tạo này sau đó được thực hiện lại với các cá heo được nuôi trong bể và cũng tạo ra con lai. Trong bể nuôi, người ta lai giữa cá heo mũi chai và cá heo răng cứng (Rough-toothed) và cũng tạo ra con lai. A Common-Bottlenose hybrid lives at SeaWorld California. Các loài lai khác cũng xuất hiện trong bể nuôi trên toàn cầu hoặc được xác nhận là có trên biển như cá heo Mũi chai với cá heo đốm Đại tây dương. Loài lai nổi tiếng nhất có tên gọi Wolphin lai giữa Cá heo ngụy sát thủ và cá heo Mũi chai. Wolphin có khả năng sinh sản. Hiện giờ có một cặp Wolphin tại Công viên hải sinh ở Hawaii; con đầu tiên được sinh ra năm 1985 do cá bố là Cá heo ngụy sát thủ và mẹ là Mũi chai. Người ta cũng thấy Wolphins tự do trên đại dương.

## Tiến hóa và giải phẫu

The Anatomy of a Dolphin showing its skeleton, major organs, tail, and body shape.

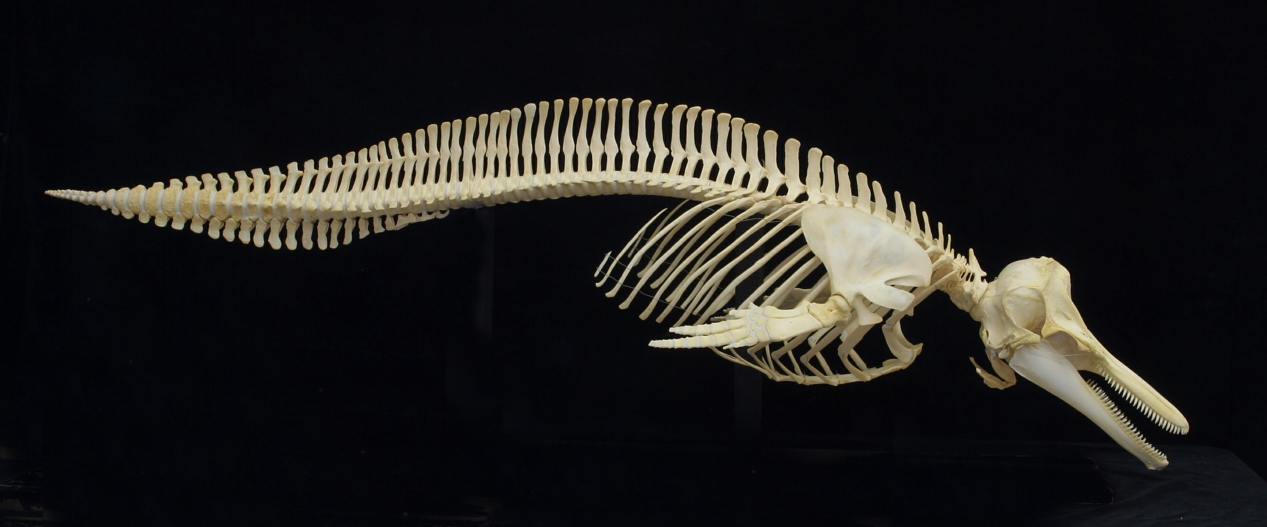
Pacific White-sided Dolphin Skeleton (missing Pelvic Bones), on Exhibit at The Museum of Osteology, Oklahoma City, Oklahoma

### Tiến hóa
Cá heo, cũng như cá voi, là hậu duệ của động vật có vú trên cạn, và tất có thể thuộc ngành Artiodactyl. Tổ tiên của cá heo hiện đại ngày này có thể đã xuống nước khoảng 50 triệu năm trước ở kỷ Eocene.
Xương cá heo hiện đại có hai xương chậu nhỏ hình cây gậy và được cho hai chân sau đã bị teo đi. Tháng 10 năm 2006, một cá heo Mũi chai lạ bị bắt ở Nhật Bản; con cá này có 2 vây nhỏ ở hai bên khe bộ phận sinh dục và được các nhà khoa học xác định là chân sau phát triển hình thành.

### Giải phẫu học
Cá heo có thân hình thoi suôn tối ưu cho bơi với tốc độ cao. Vây đuôi được sử dụng để tạo sức đẩy còn vây mang và toàn bộ đuôi để điều chỉnh hướng bơi. Vây lưng đối với các loài có vây lưng dùng để ổn định cơ thể khi bơi.
Dù mỗi loài có khác nhau, đặc điểm chung ở hầu hết cá heo là các sắc màu xám với bụng có màu nhạt hơn. Trên da cá heo thường có các đốm với màu tương phản và sắc độ khác..
Đầu cá heo có bộ phận phát sóng rada sinh học ở trán. Nhiều loài có hàm phát triển dài tạo thành một cái mỏ rõ rệt. Một số loài như loài Mũi chai có miệng hình cánh cung như một nụ cười cố định. Một vài loài khác có thể có tới 250 răng. Cá heo thở bằng một lỗ ở trên đầu. Não cá heo phát triển to và phức tạp và có cấu trúc khác hẳn hầu hết động vật có vú trên cạn.
Khác hầu hết động vật có vú khác, cá heo không có lông mao. Trừ một chút lông ở mỏ lúc sinh ra và mất đi nhanh chóng sau đó. Một ngoại lệ duy nhất là loài cá heo sông Boto, trên mỏ chúng mọc những sợi lông nhỏ rất dai dẳng.
Cơ quan sinh sản của cá heo được đặt ở phần dưới của cơ thể. Cá heo đực có 2 khe, một khe chứa dương vật và một khe chứa hậu môn. Cá heo cái chỉ có một khe sinh dục chứa cả âm vật và hậu môn. Khe chứa vú được đặt ở hai bên khe chứa bộ phận sinh dục.
Nghiên cứu mới đây tại Quỹ động vật có vú hải dương quốc gia Mĩ cho thấy cá heo là loài động vật duy nhất khác loài người mà cũng có biểu hiện tự nhiên của Bệnh béo phì loại 2 và đây là cơ sở để nghiên cứu kỹ hơn bệnh này cũng như phương hướng điều trị cho cả người và cá heo.

### Giác quan
Hầu hết cá heo đều có nhãn lực tinh tường cả trong môi và ngoài môi trường nước và có thể cảm nhận các tần số cao gấp 10 lần tần số người có thể nghe được. Mặc dù cá heo có lỗ tai nhỏ ở hai bên đầu, người ta cho rằng trong môi trường nước, cá nghe bằng hàm dưới và dẫn âm thanh tới tai giữa qua những khe hở chứa mở trong xương hàm. Nghe cũng được dùng để phát sóng rada sinh học, một khả năng tất cả các loài cá heo đều có. Người ta cho rằng răng cá heo được dùng như cơ quan thụ cảm, chúng nhận các âm thanh phát tới và chỉ chính xác vị trí của đối tượng. Xúc giác của cá heo cũng rất phát triển, với đầu dây thần kinh phân bổ dày đặc trên da, nhất là ở mũi, vây ngực và vùng sinh dục. Tuy nhiên cá heo không có các tế bào thần kinh thụ cảm mùi và vì vậy chúng được tin là không có khứu giác. Cá heo cũng có vị giác và thể hiện thích một số thức ăn cá nhất định. Hầu hết thời gian của cá heo là dưới mặt nước, cảm nhận vị của nước có thể giúp cá heo ngửi theo cách là vị nước có thể cho cá biết sự hiện diện của các vật thể ngoài miệng mình.
Dù cá heo không có lông, chúng vẫn có nang lông giúp thực hiện một vài chức năng xúc giác. Người ta tin rằng, các sợi lông nhỏ trên mỏ của loài cá heo sông Boto hoạt động như một hệ thống xúc giác để bù đắp cho thị giác kém của loài này.